# DJ Mangoo
Mangoo, właściwie Mattias Brånn (ur. w Orbyhus) – szwedzki autor tekstów, DJ i producent muzyczny.

## Kariera
Mangoo rozpoczął swoją karierę w wieku 16 lat. Jego piosenka „Eurodancer” została pobrana 10000000 razy. Mangoo uczestniczył w Skandynawskich programach telewizyjnych i radiowych.
W 2005 roku w celu stworzenia albumu zaczął współpracować z Paolo Meneguzzim, Dino Melottim i Mattem Howe. Jego album Musica został wydany w 2007 roku i pokrył się platyną. Singel z tego albumu został wyemitowany w telewizji podczas transmisji festiwalu muzycznego „Sanremo”. W 2008 roku Mangoo wraz z Nate James nagrał ponownie album Musica.

## Dyskografia

### Albumy studyjne
| Rok  | Tytuł                            |
| ---- | -------------------------------- |
| 2007 | Musica - Wydany: 2007            |
| 2008 | Musica (reedycja) - Wydany: 2008 |

### Single
| –                              | „Eurodancer”                    | –  |
| 2010                           | „Fanta & Rosé” (feat. Deadline) | 55 |
| "–" pozycja nie była notowana. |                                 |    |